# Wiesenbronn
Wiesenbronn er en kommune i Landkreis Kitzingen i Regierungsbezirk Unterfranken, i den tyske delstat Bayern. Den er en del af Verwaltungsgemeinschaft Großlangheim.

## Geografi
Wiesenbronn ligger i Region Würzburg (Bayerische Planungsregion 2).